# Doedicurus
Doedicurus es un género extinto de mamíferos cingulados de la subfamilia Glyptodontinae que vivieron durante el Pleistoceno hasta bien entrado el Holoceno, encontrándose un fósil en Arroyo Seco, Argentina de hace 6555±160 años atrás (Borrero et al,1998). 

## Uso de la maza caudal

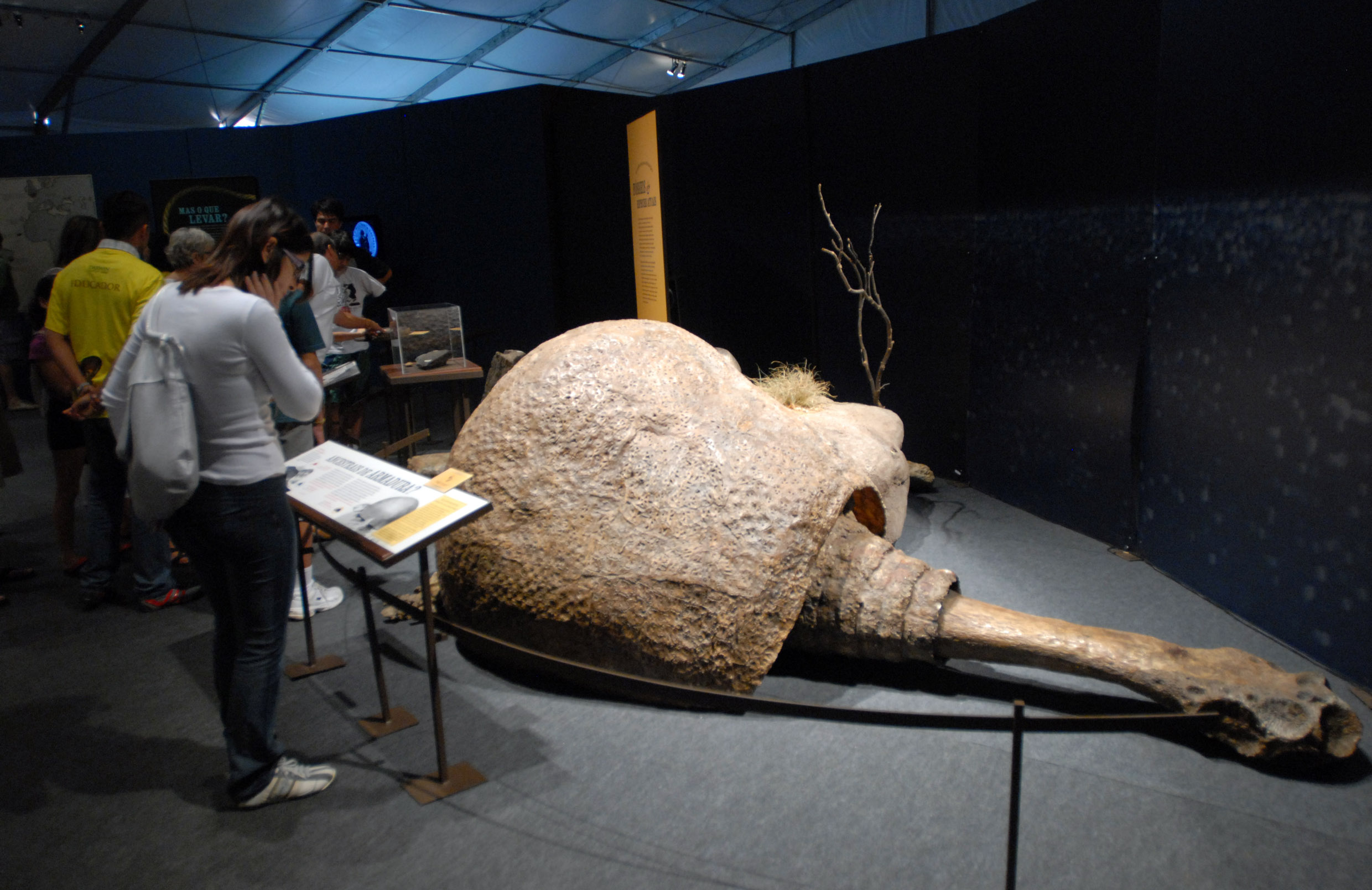
Exposición por los 200 años de Charles Darwin. (Brasil.)

La maza al final de su cola era probablemente usada en combates intraespecíficos, más que para defenderse de depredadores tales como Smilodon, en contraste con la maza superficialmente similar de los dinosaurios anquilosáuridos, las cuales se considera que eran usadas para defenderse contra los dinosaurios carnívoros. De hecho, el uso contra depredadores hubiera sido difícil debido a que el campo de visión del animal estaba tan limitado que habría tenido que esencialmente golpear a ciegas con su cola. Adicionalmente, se ha encontrado caparazones con fracturas que fueron producidas por aproximadamente la misma cantidad de energía que sería producida por los músculos de la cola de Doedicurus.

## En la cultura popular
Estos animales aparecen en diferentes documentales, series de animación o videojuegos:
- En el episodio 5 de la serie de la BBC Walking with Beasts.[2]
- En el videojuego Ark: Survival Evolved.[cita requerida]
- En varias ocasiones en la saga de animación de los desaparecidos estudios Blue sky conocida como La edad del hielo o La era del hielo.[cita requerida]